# NGC 1291
NGC 1291 је спирална галаксија у сазвежђу Еридан која се налази на NGC листи објеката дубоког неба.
Деклинација објекта је - 41° 6' 26" а ректасцензија 3h 17m 18,3s. Привидна величина (магнитуда) објекта NGC 1291 износи 8,5 а фотографска магнитуда 9,4. Налази се на удаљености од 8,6000 милиона парсека од Сунца. NGC 1291 је још познат и под ознакама NGC 1269, ESO 301-2, MCG -7-7-8, AM 0315-411, IRAS 03154-4117, PGC 12209.